# Polina Semionowa

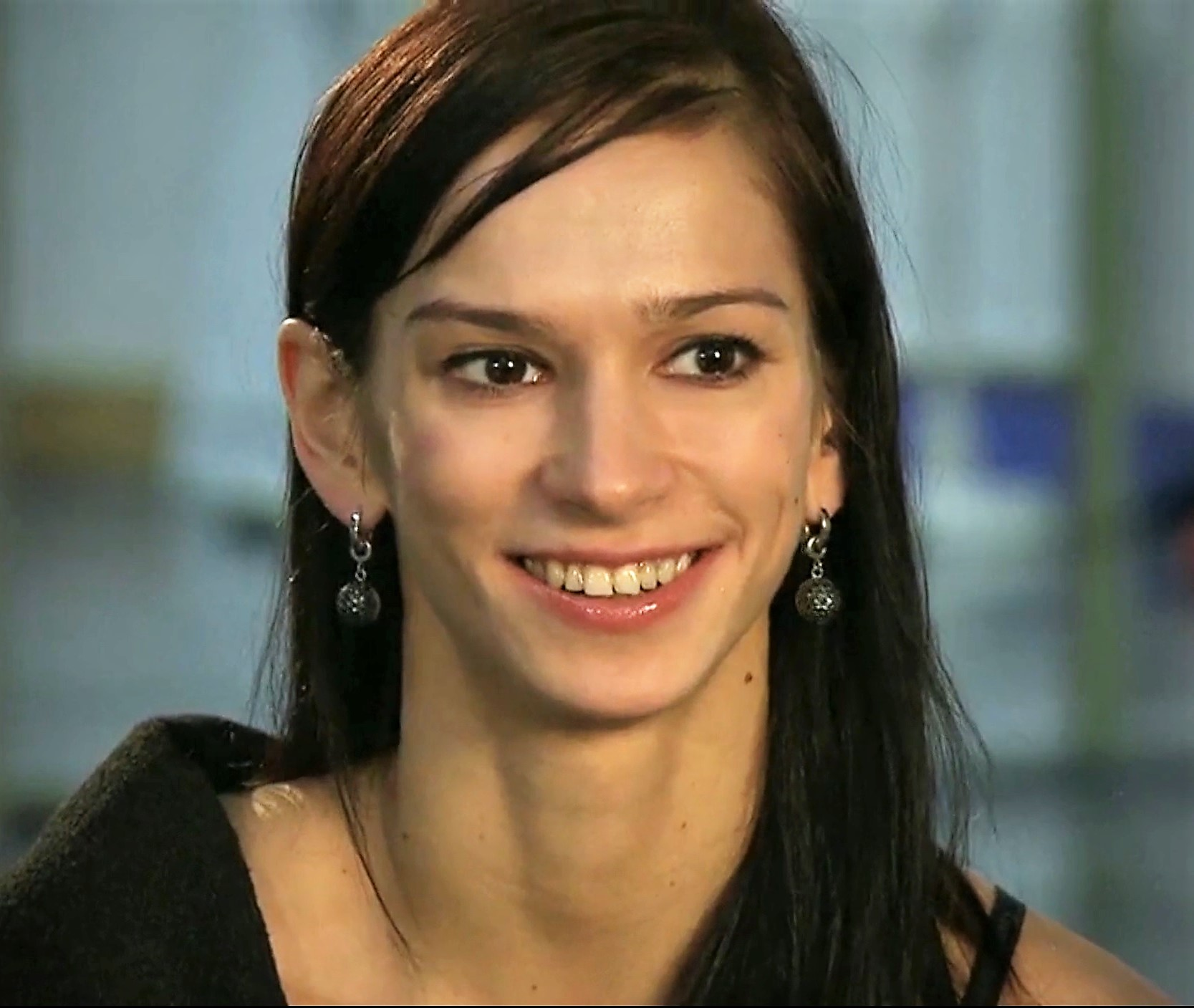
Polina Semionowa, 2019

Polina Alexandrowna Semionowa (russisch Полина Александровна Семионова, wiss. Transliteration Polina Semionova; * 13. September 1984 in Moskau) ist eine russische Ballett-Tänzerin. Sie wurde im Alter von 18 Jahren in Berlin verpflichtet und arbeitet heute in New York und als Principal Guest am Staatsballett Berlin. Parallel zu ihrer Bühnenkarriere ist Polina Semionova an der Staatliche Ballettschule Berlin tätig, wo sie 2013 zur jüngsten Honorarprofessorin berufen wurde. Seit 2017 ist sie „Berliner Kammertänzerin“.

## Leben
Semionowa wuchs am Stadtrand von Moskau auf. Ihre Mutter war Englischlehrerin, ihr Vater Biotechnologe, beide ohne Bezug zum Ballett.
Ihr zwei Jahre älterer Bruder Dmitri wurde für das Eislaufen entdeckt und auch sie nahm Unterricht. Als er zum Ballett wechselte, tat sie das auch. Polina Semionowa beendete ihre Ballettausbildung mit Auszeichnung an der Ballettschule des Bolschoi-Theaters 2002.

## Lebenslauf
Wladimir Anatoljewitsch Malachow, Intendant und Erster Solist am Staatsballett Berlin, der eine neue Kompagnie aufbaute, engagierte Polina Semionowa als Erste Solistin, als sie 18 Jahre alt war. Seitdem tanzte sie unter anderem die Odette/Odile in Schwanensee, die Nikya in La Bayadère, die Cinderella, die Aurora in Dornröschen, die Giselle, die Tatiana in Onegin, die Manon und in Ring um den Ring zunächst die Sieglinde und später die Brünhilde. In der Ballett-Uraufführung vom 20. Juni 2009, Das Flammende Herz, nach der Musik von Felix Mendelssohn Bartholdy und choreographiert von Patrice Bart tanzte sie die Mary Shelley an der Staatsoper Berlin als Partnerin von Wladimir Anatoljewitsch Malachow, der den Part des Percy Shelley tanzte. Sie ist regelmäßiger Gaststar der Wiener Staatsoper. Im Mai 2011 gab sie mit Kitri in Don Quichotte und im Juli 2011 in der Rolle von Odette/Odile in Schwanensee ihr Debüt mit dem American Ballet Theatre in der Metropolitan Opera in New York.  Gastspiele führten sie nach San Francisco, an das Zürcher Ballett, die Mailänder Scala, nach St. Petersburg und mehrfach nach Japan.
Seit September 2012 ist sie als Erste Solistin Mitglied des American Ballet Theatre (ABT) in New York.
2003 tanzte sie in dem Musikvideo Demo (Letzter Tag) von Herbert Grönemeyer nach einer Choreografie von Rudi Reschke. Mit diesem Video wurde sie zum „ersten Ballettstar des Web 2.0“, also weltweit bekannt auch bei Menschen, die kaum Bezug zum klassischen Ballett haben.
Einladungen führten Polina Semionova an die Mailänder Scala, zum American Ballet Theatre, zum Bayerischen Staatsballett, ans Mikhailovsky Theater St. Petersburg, zum Dresdner Semperoper Ballett, zum English National Ballet, Tokyo Ballet, Ballett der Wiener Staatsoper, Zürich Ballett, Ballett des Mariinsky Theaters St. Petersburg, Bolschoi-Ballett Moskau, Stuttgarter Ballett und zum Ballett der Opera di Roma. Parallel zu ihrer Bühnenkarriere ist Polina Semionova an der Staatlichen Ballettschule Berlin tätig, wo sie 2013 zur jüngsten Honorarprofessorin berufen wurde.
2014 wurde ihr der derzeit wohl wichtigste Preis der Ballettwelt, der „Benois de la danse“, verliehen. Im April 2017 wurde sie schließlich vom Berliner Senat als „Berliner Kammertänzerin“ ausgezeichnet.
Am 17. Mai 2018 veranstaltete Polina Semionowa gemeinsam mit dem Staatsballett Berlin auf der Bühne der Staatsoper Unter den Linden mit Freunden, Tanzpartnern, Weggefährten, Publikumslieblingen, jungen Talenten und großen Stars den Gala-Abend "Polina & Friends". Zu den Gästen zählen: Friedemann Vogel, Sennu Laine, Ivan Zaytsev, Daniel Camargo, Maria Kochetkova, Carlo Di Lano, Svetlana Gileva, Ksenia Ovsyanick, Konstantin Lorenz, Danielle Muir, Schüler und Schülerinnen der Staatlichen Ballettschule Berlin sowie Polinas Bruder Dmitry Semionov und ihre Schwester Ksenia Semionova am Klavier.

## Diskographie (Auswahl)
- 2009: Caravaggio
- 2010: Schwanensee

## Filmografie
- Polina Semionova: Primaballerina zwischen New York und Berlin. Dokumentarfilm, Deutschland, 2014, 52:40 Min., Buch und Regie: Carsten Fiebeler, Produktion: Kordes & Kordes Film, arte, ZDF, Erstsendung: 31. August 2014 bei arte,[9] von arte.

- Passion. Spielfilm, Deutschland, Frankreich, Spanien, Großbritannien, 2012, 102 Min., Buch und Regie: Brian De Palma, Natalie Carter, Regie: Brian De Palma. Gastauftritt im Ballettstück Afternoon of a Faun (Prélude à l'après-midi d'un faune) von Claude Debussy.

## Auszeichnungen
- Goldmedaille beim internationalen Ballettwettbewerb in Moskau 2001
- Junioren-Preis beim Internationalen Ballettwettbewerb in Nagoya/Japan 2002
- Erster Preis beim Waganowa-Wettbewerb in St. Petersburg 2002
- Daphne-Preis der TheaterGemeinde Berlin 2005
- Deutscher Tanzpreis »ZUKUNFT«, Kategorie Tanz – weiblich (2005)
- Deutscher Kritikerpreis (2005)
- Berliner Bär (B.Z.-Kulturpreis) (2007)
- „Tänzerin des Jahres“ in der Kritikerumfrage von Ballettanz (2007)
- Foundation Heinz Spoerli (2008)
- „Berliner Kammertänzerin“ (2017)[10]